# Liste der Naturdenkmale in Zeitz

Lage von Zeitz

In der Liste der Naturdenkmale in Zeitz werden die Einzel-Naturdenkmale, Flächennaturdenkmale sowie flächenhafte Naturdenkmale im Burgenlandkreis auf dem Gebiet der sachsen-anhaltischen Stadt Zeitz und ihren Ortschaften Geußnitz, Kayna, Luckenau, Nonnewitz, Pirkau, Theißen, Würchwitz und Zangenberg sowie deren Ortsteilen aufgeführt.
In den Veröffentlichungen werden lt. Quellen in 7 Einzel-Naturdenkmale (ND), 8 Flächennaturdenkmale (FND) und 0 flächenhafte Naturdenkmale (NDF) angegeben. Die Angaben der Liste basieren auf Daten des „Geoportal Sachsen-Anhalt“ vom Landesamt für Vermessung und Geoinformation Sachsen-Anhalt und den Meta-Daten der angegebenen Quellen (ND, FND, NDF)

## Definition
„Naturdenkmäler sind rechtsverbindlich festgesetzte Einzelschöpfungen der Natur oder entsprechende Flächen bis zu fünf Hektar, deren besonderer Schutz erforderlich ist
1. aus wissenschaftlichen, naturgeschichtlichen oder landeskundlichen Gründen oder
2. wegen ihrer Seltenheit, Eigenart oder Schönheit.“

Ergänzend zu den lt. BNatSchG registrierten Naturdenkmalen sind in der Gemeinde Zeitz (lt. NatSchG LSA) ebenfalls 0 geschützte Landschaftsbestandteile (GLB) und 9 geschützte Parks (GP) gelistet, deren Abgrenzungen sich aus den Erläuterungen vom Bundesamt für Naturschutz ergeben.

## Legende
- Bild: zeigt ein vorhandenes Foto des Naturdenkmals
- Nr.: zeigt die jeweilige Nr. des Objekts
- Beschreibung: Kurzbeschreibung zum Naturdenkmal
- Koordinaten: zeigt die Lage auf der Karte
- Quelle: Datum/Link zur Referenzquelle

## (Einzel-)Naturdenkmale
| Bild                 | ND-Nr.     | Ortsteil       | Beschreibung | Koordinaten                 | Quellen |
| -------------------- | ---------- | -------------- | --- | --------------------------- | ------- |
| Bild gesucht         | ND 0140BLK | Unterschwöditz | Stiel-Eiche (Quercus robur) auf dem Höheberg, östlich Unterschwöditz | 51° 5′ 19″ N, 12° 8′ 47″ O  | [ 1 ]   |
| Aylsdorf, Stieleiche | ND 0162BLK | Zeitz/Aylsdorf | Stiel-Eiche (Quercus robur) in Aylsdorf, Hauptstraße | 51° 3′ 58″ N, 12° 8′ 23″ O  | [ 1 ]   |
| Bild gesucht         | ND 0165BLK | Suxdorf        | Stiel-Eiche (Quercus robur) auf dem Feld nordwestlich Suxdorf | 51° 1′ 11″ N, 12° 12′ 45″ O | [ 1 ]   |
| Bild gesucht         | ND 0176BLK | Wildenborn     | Stiel-Eiche (Quercus robur) am Großpörthener Weg in Wildenborn | 51° 0′ 9″ N, 12° 11′ 42″ O  | [ 1 ]   |
| Bild gesucht         | ND 0181BLK | Zeitz          | 12 Stiel-Eichen (Quercus robur) im Auenwaldgebiet „Tiergarten“ in der Auenschleife der Weißen Elster nordöstlich vom Stadtgebiet, etwa 750 m südlich Zangenberg, ca. 200 m nördlich des Schießplatz | 51° 3′ 55″ N, 12° 9′ 34″ O  | [ 1 ]   |
| Zettweil, Stieleiche | ND 0187BLK | Zettweil       | Stiel-Eiche (Quercus robur) am Zettweiler Anger, neben Ruine der ehemaligen Kirche Zettweil (siehe Kulturdenkmal-ID: 09486002)                                                                      | 51° 0′ 0″ N, 12° 15′ 17″ O  | [ 1 ]   |
| Bild gesucht         | ND0206BLK  | Loitsch        | Stiel-Eiche (Quercus robur) am Bockwitzer Weg in Loitsch | 51° 1′ 47″ N, 12° 13′ 12″ O | [ 1 ]   |

## Flächen-Naturdenkmale
| Bild         | FND-Nr.    | Ortsteil      | Beschreibung | Koordinaten                  | Quelle     |
| ------------ | ---------- | ------------- | --- | ---------------------------- | ---------- |
| Bild gesucht | FND0077BLK | Geußnitz      | Fransenenzian/Silberdistel bei den Steinbruchhäusern, Vorkommen von Fransenenzian (Gentianopsis) und Silberdistel (Carlina acaulis) auf den Wiesen nördlich Steinbrüchen, einer Siedlung östlich Geußnitz | 51° 0′ 56″ N, 12° 12′ 9″ O   | 03.02.1965 |
| Bild gesucht | FND0078BLK | Lindenberg    | östlicher Teil des Bachmäander der Kleinen Schnauder zwischen Dragsdorf und Lindenberg, mäandernder Bachlauf der Kleinen Schnauder (auch als Lindenberger Schnauder bezeichnet), einem der Quellarme der Schnauder; seit 1968 registriertes Auwaldbiotop, ca. 250 m langes Teilstück des Baches östlich der Verbindungsstraße Wittgendorf-Lindenberg, etwa 900 m nordöstlich Wittgendorf und 700 m südwestlich Lindenberg (Wittgendorf Flur 6/28-1 und Kayna Flur 1/2-2, 2-3) | 50° 59′ 31″ N, 12° 12′ 17″ O | 28.11.1968 |
| Bild gesucht | FND0079BLK | Luckenau      | Vogelschutzgebiet „Am Dreieck“ an der Schädemulde | 51° 5′ 7″ N, 12° 4′ 42″ O    | 28.11.1968 |
| Bild gesucht | FND0095BLK | Lindenberg    | Feuchtgebiet in der „Lindenberger Kiesgrube“ | 50° 59′ 38″ N, 12° 12′ 44″ O | 30.08.1989 |
| Bild gesucht | FND0099BLK | Theißen       | Feuchtgebiet Senkungsmulde „Paul II“ nördlich Theißen | 51° 5′ 57″ N, 12° 5′ 44″ O   | 30.08.1989 |
| Bild gesucht | FND0101BLK | Luckenau      | Dreieckteich bei Luckenau | 51° 5′ 17″ N, 12° 4′ 40″ O   | 30.08.1989 |
| Bild gesucht | FND0108BLK | Zeitz/Rasberg | Feuchtwiese am westlichen Knittelholzrand, das Feuchtwiesen-Biotop befindet sich im nördlichen Teil des Kerbtals am Bachufer des „Wilden Bach“, etwa 200 m südlich vom Talgrund an den Oettlerhängen (Anm.: westlicher Hang, ehemaliger Skiabfahrtshang) und etwa 600 m nördlich der Kuhndorfer Mühle (siehe Kulturdenkmal-ID: 09485531), das Gebiet liegt im Landschaftsschutzgebiet „Kuhndorftal“ und stellt ein wertvolles Lurchhabitat dar.                               | 51° 1′ 44″ N, 12° 8′ 8″ O    | 30.08.1989 |
| Bild gesucht | FND0109BLK | Luckenau      | Tagebaurestloch „Neue Sorge“ bei Luckenau | 51° 5′ 4″ N, 12° 5′ 16″ O    | 30.08.1989 |

## geschützte Landschaftsbestandteileund Parke
| Bild               | Nr.        | Ortsteil           | Beschreibung | Koordinaten                 | Quelle     |
| ------------------ | ---------- | ------------------ | --- | --------------------------- | ---------- |
| Bild gesucht       | GP_0009BLK | Wildenborn         | Gutspark Wildenborn, das seit 1972 als Park registrierte Gebiet befindet sich südlich der Ortslage und dem ehemaligen Rittergut in Wildenborn, Ringweg 8 (siehe Kulturdenkmal-ID: 09485115) entlang des Bachlaufs und den Teichen am Wildenborner Graben, welcher westlich Lobas in die Krake und diese östlich Lobas in die „Kleine Schnauder“, einem der Quellarme der Schnauder mündet. Westlich der das Areal heute teilenden Verbindungsstraße nach Lindenberg (L196) befindet sich die Reste einer ehemaligen „Wasserburg“ (siehe auch Bodendenkmal-ID: 428300020) auf einer Insel mit Zugang über eine Zugbrücke. | 51° 0′ 7″ N, 12° 11′ 47″ O  | 13.12.1972 |
| Bild gesucht       | GP_0011BLK | Zangenberg         | Gutspark Zangenberg, dieses als Park 1970 registrierte Gebiet, ist das ehemals als barocker Landschaftspark angelegte Areal (wahrscheinlich im 18. Jh.) südwestlich und nordöstlich vom Herrenhaus des vormaligen Ritterguts (siehe Kulturdenkmal-ID: 09485642) an der Teichstraße (siehe auch Bodendenkmal-ID: 428300703); befindet sich östlich entlang eines verlandeten Altarms der Weißen Elster. Der nördliche Teil wurde 2010 im Rahmen eines Projekts „Lebensraum Baum“ renaturiert und mit einem Baumwipfel-, Zweigzonen- und Wurzelpfad sowie mit Infotafeln zum Naturschutz ausgestattet, es gehört zum 2004 eingerichteten Landschaftsschutzgebiet „Elsteraue“ | 51° 4′ 17″ N, 12° 9′ 23″ O  | 12.11.1970 |
| Zeitz, Kulturpark  | GP_0014BLK | Zeitz              | das als Kulturpark Zeitz bezeichnete Areal, ist eine als Park im 19. Jh. errichtete Grünanlage mit künstlich angelegten Stauteich (als Schwanenteich bezeichnet) südlich des Stadtzentrums von Zeitz (Rasberger Straße) am Bachverlauf des „Wilden Bach“ sowie der Anfang des 20. Jh. vom Besitzer der Obermühle Rossner (siehe Kulturdenkmal-ID: 09485568) zum Landschaftspark (Rossner Park) umgestaltete westliche Teil des ehemaligen fürstlichen Lustgarten von Schloss Moritzburg. Der seit 1954 als öffentlicher Park mit Wildgehege genutzte Rossnerpark wurde im Rahmen der Landesgartenschau Zeitz 2004 wie auch das gesamte Areal um das Schloss umgestaltet und zum „Schlosspark Zeitz“ zusammengefasst. Dazu wurde neben der Sanierung der Gebäude auch der Verlauf und die Mündung des „Wilden Bach“ in den Mühlgraben sowie die Abflüße des Mühlgraben Gohle und Hanfgraben in die Weiße Elster renaturiert. | 51° 2′ 34″ N, 12° 8′ 2″ O   | [ 6 ]      |
| Bild gesucht       | GP_0015BLK | Zeitz/Rasberg      | das Waldgebiet Knittelholz ist ein weitestgehend naturnaher, rotbuchenreicher Traubeneichen-Hainbuchenwald u. a. mit Vorkommen von Großem Zweiblatt (Neottia ovata), Türkenbund-Lilie (Lilium martagon), Einbeere (Paris quadrifolia), Aronstab (Arum)-, Sanikel (Sani cula)- und Seidelbast (Daphne)-Arten, welcher sich südlich des Stadtgebiets zwischen Taubenberg und Platanenweg im Norden und der Ortslage Kuhndorf mit der Verbindungsstraße K2609 im Süden entlang des Knittelholzbach erstreckt. Der Schluchtwald am Knittelholzbach mit einer Schichtquelle aus dem Buntsandstein wird im Osten durch das Kuhndorftal mit der Mündung des Knittelholzbaches in den „Wilden Bach“ begrenzt. Durch tw. touristische Erschließung in der Vergangenheit (siehe heute abgerissene Ausflugsgaststätte „Waldhaus“ am Taubenberg - Kulturdenkmal-ID: 09496159) wurde das Waldgebiet mit Wegen durchzogen und als Ausflugsgebiet genutzt, die Nutzung als Siedlungsfläche (im Nord- und Südosten) wurde durch die Unterschutzstellung 1970 eingedämmt und bewahrt durch die Integration ins heutige Landschaftsschutzgebiet „Kuhndorftal“ den Erhalt des Gebiets. | 51° 1′ 40″ N, 12° 8′ 55″ O  | 12.11.1970 |
| Kuhndorftal (nord) | GP_0016BLK | Zeitz/Rasberg      | Kuhndorftal von Rasberg bis Röden (nördlicher Teil), ist das 1,5 km lange nördliche Teilstück, dieses als „Park“ 1970 registrierten Gebiets, welches vollständig in das heutige Landschaftsschutzgebiet „Kuhndorftal“ integriert ist. Es ist eine Auwaldbiotop im Kerbtal und an den Talhängen des weitestgehend naturbelassenen Bachlauf des „Wilden Bach“, welcher bei Loitzschütz entspringt und am heutigen Schlosspark Moritzburg in Zeitz in den Mühlgraben mündet. Von Süden kommend führt der parallel zum Bachlauf gehende Weg (als Kuhndorfer Grund bezeichnet) weiter nach Norden von der Feuchtwiese und dem Talgrund an den Oettlerhängen (Anm.: ehemaliger Skiabfahrtshang) und der Mündung des Knittelholzbach an der Kuhndorfer Straße, vorbei am Sportplatz Rasberg und der Brücke am Taubenberg sowie dem benachbart stehenden Gedenkstein für die Opfer des Faschismus bis zum Talgrund mit der Mündung des Ortlichtgraben am ehemaligen Reitplatz östlich der Kirche Rasberg (siehe Kulturdenkmal-ID: 09485540) | 51° 1′ 59″ N, 12° 8′ 17″ O  | 12.11.1970 |
| Bild gesucht       | GP_0020BLK | Würchwitz          | Waldhöhe und Schubart-Denkmal, ist ein parkähnlich gestalteter bewaldeter Hügel (als Kleeberg bezeichnet) östlich von Würchwitz, welcher zu Ehren von Johann Christian Schubart (1734–1787) von ansässigen Landwirten 1851 mit einer Gedenksäule auf massiven Sockel aus Sandstein (siehe Kulturdenkmal-ID: 09485264) versehen wurde. 2010/2011 wurde das Denkmal saniert und alljährlich wird hier im Juni das „Kleefest“ gefeiert, welches an die landwirtschaftlichen Traditionen in der Region erinnern soll. | 51° 1′ 7″ N, 12° 13′ 51″ O  | 12.11.1970 |
| Bild gesucht       | GP_0021BLK | Kayna              | Kaynaer „Hain“ südlich Lindenberg | 50° 59′ 13″ N, 12° 13′ 4″ O | 12.11.1970 |
| Bild gesucht       | GP_0022BLK | Luckenau           | aufgefüllte Uferregion der „Schädemulde“ | 51° 5′ 11″ N, 12° 4′ 23″ O  | 12.11.1970 |
| Weitere Bilder     | GP_0024BLK | Zeitz/Kloster Posa | die Streuobstwiesen um Kloster Posa, sind ein etwa 4,5 ha großes Areal, welches sich auf dem größten Teil des West- und Südhangs zum Fockendorfer Grund am Kloster Posa (siehe Kulturdenkmal-ID: 09485028) erstreckt. Auf diesem historisch gewachsenen Gebiet aus Halbtrockenrasen, Streuobstwiesen und lichten Hangwald wurden bereits seit dem späten 19. Jh. (siehe Bildnachweis) gezielt Obstsorten von hochstämmigen Apfel-, Birnen-, Kirsch- und Pflaumenbäumen angelegt und bewirtschaftet. Seit 2004 wurde mit Unterstützung verschiedener lokaler Gruppen und Initiativen das Gebiet reaktiviert, alte Sorten einheimischer Obstbäume neu gepflanzt, als Sortengarten erschlossen und seitdem vom Verein „Kultur- und Bildungsstätte Kloster Posa e.V.“ bewirtschaftet. | 51° 3′ 8″ N, 12° 9′ 10″ O   | 30.08.1989 |